# La cimice
La cimice (Клоп, Klop, in lingua originale) è una pièce teatrale in cinque atti e nove quadri di Vladimir Majakovskij con musiche di Dmitrij Dmitrievič Šostakovič. La prima rappresentazione avvenne il 13 febbraio 1929 a Mosca, al Mejerchol'd Theatre, con la regia di Vsevolod Mejerchol'd e scene di Kukryniksky e Aleksandr Rodčenko.

## Trama
Prisypkin è un operaio russo, che, cercando una situazione sociale migliore, lascia l'amata Zoja, operaia anch'essa, per sposare Elzevira, una cassiera appartenente al ceto borghese. Durante il banchetto nuziale scoppia però un incendio, dove tutti perdono la vita. Tutti tranne Prisypkin, che, a causa dell'acqua gelata proveniente dagli idranti, viene ibernato.
Dopo dieci piani quinquennali sovietici viene rinvenuto nel suo blocco di ghiaccio, e, scongelato, osserva che la nuova società sovietica si è ormai formata, con i comportamenti egoistici, appartenenti ad un mondo di interessi privati, ormai lasciati alle spalle, dimenticati e considerati malattie di altri tempi.
Prisypkin viene esaminato, e gli viene trovata addosso una cimice, che viene catturata ed isolata nello zoo. I germi della malattia "borghese", ancora attivi in Prisypkin, nonostante il controllo degli scienziati si diffondono, provocando incredibili manifestazioni. I due "parassiti" vengono quindi rinchiusi nello zoo per essere mostrati alla gente.

## Musiche
Le musiche sono state composte da Šostakovič tra gennaio e febbraio del 1929. Da esse ha tratto una suite di sette brani.

### Organico orchestrale
La partitura prevede l'utilizzo di:
- 2 flauti, 2 clarinetti in B;
- corno, 2 trombe, trombone, tuba, 2 sassofoni soprano, flicorno basso, baritono (B), flicorno alto(E);
- triangolo, tamburo rullante, tom-tom, piatti, grancassa, flexatone;
- balalaika, chitarra;
- violini, viole, violoncelli, contrabassi;

Da suonare sul palco:
- 2 accordion.

### Brani

#### Parte Prima - L'anno 1929
- 1–3. March—Tempo di marcia (No. 1 nella Suite)
- 4-5. Galop—Allegro (No. 2 nella Suite)

- 6. Foxtrot—Allegro non troppo (No. 3 nella Suite)

- 7. Foxtrot (Nozze [‘Intermezzo’])-Allegretto (No. 5 nella Suite)

- 8. [Scena delle nozze]—Allegro

- 9. Walzer—Andante (No. 4 nella Suite)

- 10. Danza (Foxtrot)

- 11. (Entr'acte- sinfonica, combinazione del N. 4 e 7)

- 12. Con fuoco—[Vivo]* and Fire Signals*

- 13. Coro dei vigili dei fuoco [Nella partitura indicata come ‘Finale della Prima parte’ da un anonimo]—[Marziale]

#### Parte Seconda — Cinquanta anni dopo
- 14–18. Scena nel giardino pubblico (o Boulevard)—[Allegretto moderato]—(No. 6 nella Suite)

- 19. March of Pioneers—Allegretto*

- 20. March of the City Elders—[Tempo di marcia]*

- 21. Flourish—Allegro*

- 22. Walzer del secondo atto—[Moderato]*

- 23. [Marcia finale]—[Giocoso] (No. 7 in the Suite)